# Francisco Maria de Médici
Francisco Maria de Médici (em italiano:  Francesco Maria de' Medici; 12 de Novembro de 1660 - 3 de Fevereiro de 1711) era um membro da Casa de Médici. Foi sucessivamente Governador de Siena, cardeal e, mais tarde, herdeiro dos Ducados de Rovere e Montefeltro, por herança de sua mãe.

## Biografia
Francisco Maria nasceu em Florença e era o segundo filho de Fernando II de Médici, Grão-Duque da Toscana, e de sua mulher Vitória Della Rovere. Ele foi o fruto de uma reconciliação entre seus pais após a sua mãe ter encontrado o Grão-Duque da Toscana na cama com um dos seus pagens. Era irmão mais novo de Cosme III de Médici, Grão-Duque da Toscana. Os seus primos maternos incluíam o Príncipe-Bispo de Olmutz e Fernando Carlos I Gonzaga, Duque de Mântua e Monferrato.
Em 1683 foi nomeado governador de Siena, cargo que manteve até à sua morte. Três anos mais tarde, em Setembro de 1686. Foi criado cardeal pelo Papa Inocêncio XI. Francisco Maria exerceu uma notável influência nos conclaves de 1689 e 1700. Apesar de ter esta influência nos Estados Pontifícios, ele viveu sobretudo em Villa di Lappeggi nos arredores de Florença. Durante a sua ocupação da villa, Lappeggi foi restaurada e tornou-se conhecida como a sede da sua corte pessoal onde tinham lugar diversas festas e muitos divertimentos. Também restaurou a villa.
Aquando da morte de sua mãe, em Março de 1694, Francisco Maria sucedeu-lhe nos Ducados de Rovere e Montefeltro, possessões familiares da Casa Della Rovere. Foi mentor de seu sobrinho Fernando de Médici, Grão-príncipe da Toscana, herdeiro do trono. Quando se tornou claro que o Grão-Príncipe da Toscana e a sua mulher, Violante Beatriz de Baviera, não iriam produzir um herdeiro, Cosme III olhou para seu irmão no sentido de resolver o problema da sucessão Toscana. A questão de um herdeiro tornou-se mais premente quando a união entre João Gastão de Médici, e Ana Maria Francisca de Saxe-Lauemburgo também permaneceu estéril.

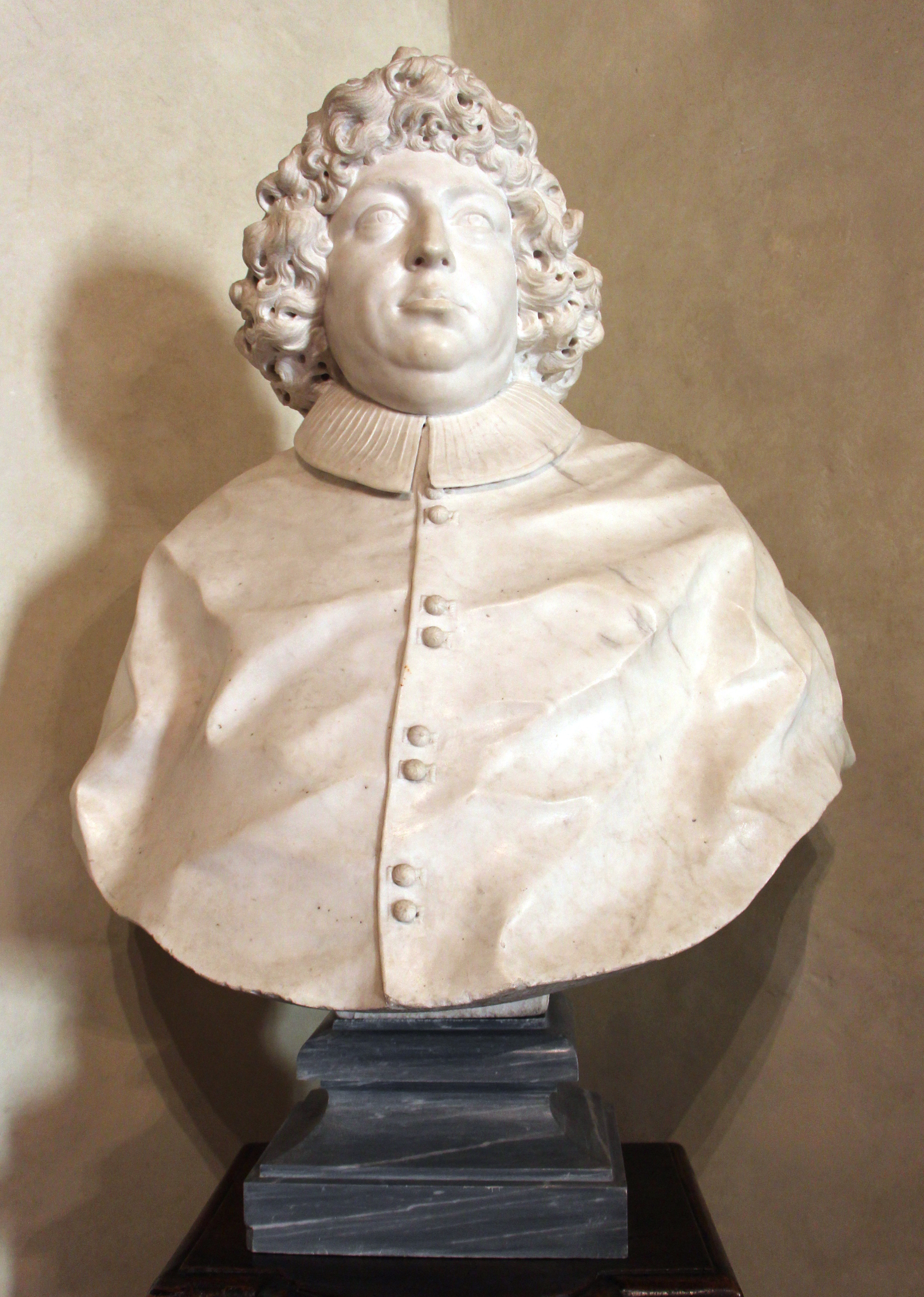
Busto de Francisco Maria de Médici, por Giovanni Battista Foggini, pós 1686

Em 1709, quando a sua saúde já se havia deteriorado, obteve a dispensa papal do seu cardinalato, e foi forçado a casar-se com Leonor Luísa Gonzaga, filha de Vicente Gonzaga, Duque de Guastalla, numa tentativa para salvar a dinastia. Casado por procuração em 16 de Junho de 1709, o casal casou-se presencialmente em 14 de Julho desse ano.
Contemporâneos concordam que a princesa Leonor Luísa era uma mulher atractiva com uma bonitos olhos, pele, boca e cintura. Contudo, cedo se percebeu que esta seria mais uma união infrutífera. A princesa sentia repulsa pelo marido, recusando-se a manter os deveres conjugais com um homem vinte e seis anos mais velho.
Apesar de ter requisitado a assistência do seu antigo confessor de Guastalla, Cosme III não conseguiu persuadi-la a submeter-se uma vez que ela alegava ter receio de contrair doenças sexualmente transmissíveis. Ela acabou por superar este constrangimento e, por fim, o casamento acabou por ser consumado. Contudo, não nasceram nenhuns herdeiros deixando Francisco Maria desolado.
Francisco Maria retirou-se para Bagno a Ripoli onde faleceu em 1711 de hidropisia, deixando em herança dívidas exorbitantes.
A sua mulher sobreviveu-lhe até 1742, tendo acabado por enlouquecer.

## Ligações Externas
Media relacionados com Francisco Maria de Médici no Wikimedia Commons